# Alfredo Boccia Romañach
Alfredo Vicente Boccia Romañach (Bella Vista, departamento de Amambay, 19 de julio de 1927 – Asunción, 10 de septiembre de 2022) fue un odontólogo e historiador paraguayo.

## Infancia y estudios
Nació en Bella Vista Norte, Departamento de Amambay. Hijo de Rafael Boccia Paccini y Juana Romañach Ocariz, fue el mayor de cinco hermanos. Cursó sus estudios secundarios en los colegios San José y Goethe de Asunción.
En 1951 se graduó de odontólogo en la Universidad de la República, en Montevideo (Uruguay), ciudad en la que se casó con la profesora uruguaya de francés Martha Paz, con quien tuvo tres hijos: Alfredo, Silvana y Liliana.
Luego de ejercer su profesión durante 19 años en su ciudad natal, donde fue presidente del Rotary Club y del Club Náutico del Río Apa,[cita requerida] residió en Asunción desde 1971.
Fue fundador de la primera Escuela de Capacitación Profesional del Círculo de Odontólogos del Paraguay, entidad de la que más tarde fue vicepresidente.[cita requerida]
También fue presidente de la Sociedad Paraguaya de Endodoncia, especialidad en la que representó al país en numerosas reuniones internacionales. En 1995 fue presidente del Segundo Congreso Paraguayo de Endodoncia.
Por estos merecimientos fue incorporado como miembro de número de la "Sociedad Científica del Paraguay" y condecorado por el Gobierno de Italia con el grado de "Cavaliere" (Caballero) de la orden del mérito de esa nación.

## Investigación historiográfica
Paralelamente a la odontología, mostró desde su juventud un agudo interés por el conocimiento de la historia paraguaya.
Sus temas preferidos eran los episodios paraguayos: la conquista, las guerras y conflictos con los países vecinos, con especial énfasis la Guerra de la Triple Alianza, respecto a la cual llega a reunir una rica colección de documentos, libros y mapas para el estudio de ese conflicto. Comenzó a publicar sus primeros libros. Su pluma es fecunda, y sólida en sus fuentes.
La Academia Paraguaya de la Historia lo incorporó como miembro de número en 2001 y fue su presidente en 2014.
Fue miembro correspondiente de la de la Real Academia de la Historia (España)[cita requerida] y del Instituto Histórico e Geográfico Brasileiro.[cita requerida] Fue miembro de la Sociedad Científica del Paraguay.[cita requerida]

## Premios y reconocimientos
Condecorado en diciembre de 1976 con la Orden de Mérito de la República Italiana con el título de “Cavaliere” por decreto firmado por el presidente Giovanni Leone.[cita requerida]
Miembro del jurado del Premio Nacional de Literatura 2009 instituido por el Congreso Nacional del Paraguay.
Medalla de homenaje del Centro Cultural de la República El Cabildo “a la Innovación, Creatividad e investigación Científica” en su labro de historiador en 2016.
Declarado Hijo Ilustre del Pueblo por la Junta Municipal de Bella Vista, Norte en 2017.[cita requerida]

## Obras

### Libros
- Amado Bonpland. Caraí arandu (1999). El Lector, Asunción
- Paraguay y Brasil. Crónica de sus conflictos (2000). El Lector, Asunción
- Rememorias y semiolvidos (2001). El Lector, Asunción
- La Masonería y la independencia americana (2003). Servilibro, Asunción
- La esclavitud en el Paraguay. Vida cotidiana del esclavo en las Indias Meridionales (2004). Servilibro, Asunción
- Sueño y realidad del oro en el Nuevo Mundo (2005). Servilibro, Asunción
- El Paraguay en 1857. Un viaje inédito de Aimé Bonpland (2006). En coautoría con Julio Rafael Contreras. Servilibro, Asunción
- La Villa de Pilar de Ñeembucú en la historiografía paraguaya (2007). Servilibro, Asunción
- Historia de la medicina en el Paraguay (2011). En coautoría con Alfredo Boccia Paz. Servilibro, Asunción
- Vísperas de la independencia del Paraguay. Las batallas de Paraguari y Tacuari (2011). En coautoría con Mary Monte de López Moreira. Ed Vice Presidencia de la República, Asunción
- Historia General del Paraguay (2013). Tomo II. Fausto, Asunción

### Artículos académicos
- El polifacético Aimé Bonpland. Fundación de Historia Natural Félix de Azara, 2001
- Breve Historia de la Cartografía del Paraguay.  Anuario de la Academia Paraguaya de la Historia, 2002
- El caso de Rafaela López y el Bachiller Pedra. Revista de la Sociedad Científica del Paraguay. Tomo XII y XIII, 2002
- La Ruta del Esclavo en el Río de la Plata. Historia y Consecuencias. Memorias de Simposio, UNESCO, Montevideo, 2005
- La cartografía turca y los enigmas del descubrimiento de América. Una Historia heterodoxa.  Anuario de la Academia Paraguaya de la Historia, 2005
- Fernando de la Mora. Un héroe olvidado. Anuario de la Academia Paraguaya de la Historia, 2009
- Crónicas de viajes en el Paraguay independiente (1811-1869). Anuario de la Academia Paraguaya de la Historia, 2010
- Expansión geográfica y las minorías étnicas. Anuario de la Academia Paraguaya de la Historia, 2014